# 池田政朗
池田 政朗（いけだ まさあきら）は、江戸時代中期の旗本。

## 略歴
寛保2年（1742年）、池田政美の子として誕生。幼名は長三郎。
宝暦6年（1756年）11月3日、遺領を継ぐ。安永8年（1779年）11月2日、火事場見廻役となる。天明2年4月21日（1782年6月1日）、41歳で死去した。
跡を婿養子の方教が継いだ。

## 系譜
- 父：池田政美（1725-1756）
- 母：不詳
- 正室：柳生俊峯の娘
- 生母不明の子女
  - 男子：長三郎 - 早世
  - 女子：池田方教室
  - 女子：池田方教養女 - 池田政富正室
- 婿養子
  - 男子：池田方教（1765/71-1791） - 池田政方の五男